# Пименов, Александр Фёдорович
Александр Фёдорович Пименов (19 января 1933 г.) — советский и российский учёный-металлург, специалист в области прокатного производства, главный прокатчик Министерства чёрной металлургии СССР. Доктор технических наук, профессор. Дважды лауреат Государственной Премии СССР, Заслуженный деятель науки Российской Федерации.

## Биография
Александр Фёдорович Пименов родился 19 января 1933 года. В 1956 г. закончил Московский институт стали и сплавов и начал работу на Магнитогорском металлургическом комбинате старшим вальцовщиком цеха жести. Без отрыва от производства учился в аспирантуре Магнитогорского горно-металлургического института и в 1962 г. защитил кандидатскую диссертацию по производству жести. В 1962 г. становится начальником отдела обработки металлов давлением Липецкой спецлаборатории ЦНИИчермета.
С 1969 по 1975 г. занимал должность главного прокатчика Министерства черной металлургии СССР. В 1973 году защитил докторскую диссертацию. С 1976 по 1985 г. — начальник лаборатории холодного проката Центрального научно-исследовательского института черной металлургии. С 1985 г. переходит на работу в Институт металлургии АН СССР им. А. А. Байкова на должность заведующего лабораторией пластической деформации металлических материалов. В 1992 г. он становится профессором.

## Научная и производственная деятельность
А. Ф. Пименов осуществлял руководство и принимал деятельное участие в разработке и организации производства отечественного листового проката различного назначения. В частности, активно участвовал в разработке технологии и создании оборудования для получения кинескопной стали. Эти материалы легли в основу докторской диссертации, которую он защитил в 1973 г.
Под его руководством защитили диссертации более 30 кандидатов и 3 доктора технических наук. Автор 13 книг и брошюр, около 220 статей и более 200 патентов. В последние годы совмещал научно-производственную деятельность с издательской, был одним из организаторов и главным редактором журнала «Производство проката», первый номер которого вышел в 1998 г.

## Признание
В 1973 г. впервые становится лауреатом Государственной премии СССР, участвуя в разработке технологии и создании оборудования для получения кинескопной стали. Вторую Государственную премию А. Ф. Пименов получил в 1982 г. за разработку технологии и организацию производства высокоточного холоднокатаного листа для офсетной печати. Заслуженный деятель науки Российской Федерации.